# Nikola Vidaković
Nikola Vidaković (Gornja Tramošnica, 14. siječnja 1939.) je hrvatski i bosanskohercegovački pripovjedač. Osnovnu školu pohađao u Gornjoj Tramošnici, a gimnaziju završio u Gradačcu. Diplomirao na Pravnom fakultetu u Sarajevu. Radio kao odvjetnik u Gradačcu i Brčkom, te u Zagrebu. Pripovijetke i reportaže objavljivao u zagrebačkom Poletu, studentskom listu Naši dani i drugim listovima i časopisima.

## Djela
- Pripovijetke i reportaže - u listovima i časopisima.